# Gura Gârbovățului
Gura Gârbovățului – wieś w Rumunii, w okręgu Gałacz, w gminie Ghidigeni. W 2011 roku liczyła 118 mieszkańców.